# جنگ‌های کلاس آشپزی
جنگ‌های کلاس آشپزی (انگلیسی: Culinary Class Wars؛‏ کره‌ای: 흑백요리사: 요리 계급 전쟁) یک برنامه رقابت آشپزی محصول کره جنوبی است. فصل اول در سال ۲۰۲۴ از نتفلیکس منتشر شد و با حضور صد سرآشپز نخبه است که به دو دسته تقسیم می‌شوند؛ قاشق‌های سفید (کهنه‌کاران) و قاشق‌های سیاه (تازه‌کاران) و برای جایزه ۳۰۰ میلیون وونی رقابت می‌کنند. فصل دوم تایید شد و قرار است در سال ۲۰۲۵ منتشر شود.